# Massacro di Nalibaki

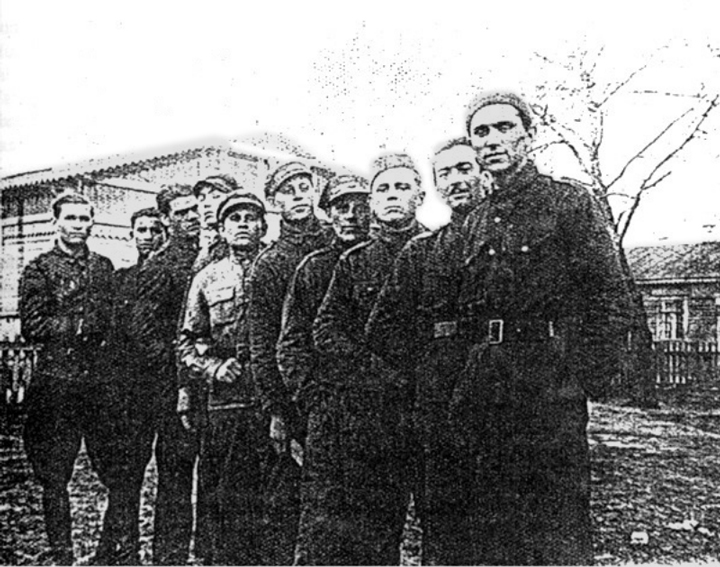
Unità di autodifesa di Nalibaki.

Il massacro di Nalibaki (in polacco: zbrodnia w Nalibokach) fu l'uccisione di massa di 127 o 128 polacchi avvenuta l'8 maggio 1943 per mano dei partigiani sovietici nella piccola città di Nalibaki, all'epoca nella Polonia occupata dai tedeschi oggi in Bielorussia.

## Contesto storico

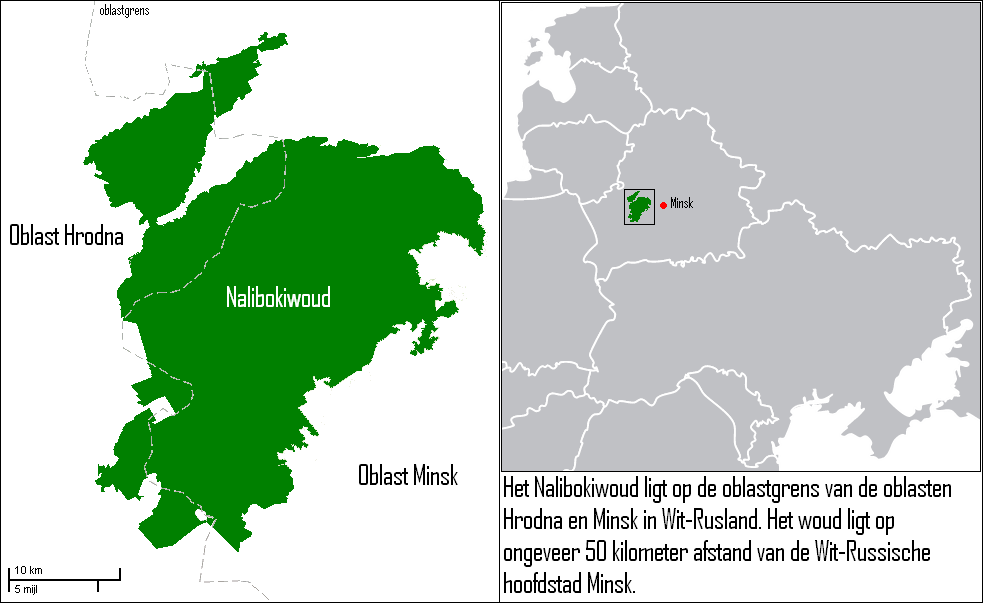
Posizione della foresta di Nalibaki sulla mappa della Bielorussia.

Prima dell'invasione tedesco-sovietica della Polonia del 1939, Nalibaki entrò a far parte della contea di Stołpce, nella provincia di Nowogródek. Dopo l'avvio dell'operazione Barbarossa, la resistenza sovietica operò nelle regioni della Polonia orientale dietro le linee tedesche e in particolare, dalla primavera del 1942, la 125ª unità "Stalin" operò nella foresta di Nalibaki. La sua prima azione documentata fu la distruzione di un distaccamento di polizia tedesco vicino a Nalibaki, avvenuta il 9 giugno 1942. Altre due unità partigiane sovietiche operarono nella foresta di Nalibok: l'unità di Nikitin e l'unità "Chkalov".
I partigiani locali furono reclutati tra i soldati dell'Armata Rossa che erano rimasti tagliati fuori dagli accerchiamenti tedeschi e tra gli ucraini e i bielorussi filo-sovietici. Queste truppe non ebbero alcun contatto con il movimento partigiano (CSPD), limitarono gli attacchi alle unità tedesche per mancanza di munizioni e fecero irruzione nei villaggi vicini per cercare rifornimenti prendendo con la forza le provviste dagli abitanti dei villaggi, che trattavano alla pari dei nemici.
L'assassinio dei contadini per costringerli a rinunciare alle provviste iniziò nel 1943 quando furono saccheggiati alcuni villaggi come Kamień, Derewno, Borowikowszczyzna, Dziagwie, Rodziewszczyzna e Nalibaki. Di conseguenza, nell'agosto 1942, per ordine dei tedeschi, gli abitanti del villaggio formarono un'unità di autodifesa e fu aperta una stazione di polizia nel villaggio: sia l'autodifesa locale che la polizia furono infiltrate dall'Armia Krajowa.
Nella primavera del 1943, i leader dell'NKVD furono inviati ai partigiani sovietici dal CSPD sotto la guida di Vasily Chernyshov che, dotato di una stazione radio, raggiunse in aprile la foresta di Nalibaki e prese il comando dell'intero movimento partigiano nell'Oblast di Baranovichi. A maggio ci furono più di 5.000 partigiani sotto il suo comando, divisi in 36 divisioni e 4 brigate, la maggior parte dei quali operanti nella foresta di Nalibaki. Nel marzo e nell'aprile 1943 i partigiani sovietici organizzarono due incontri con i leader dell'autodifesa polacchi. Durante questi colloqui, i partigiani sovietici insistettero affinché i polacchi si unissero a loro, ma i polacchi rifiutarono. Tuttavia venne firmato un accordo con i polacchi, rappresentati da Eugeniusz Klimowicz, sulla tregua e sulle operazioni congiunte contro i ladri nascosti nella foresta. I partigiani sovietici violarono la tregua e decisero di attaccare Nalibaki.

## Il massacro

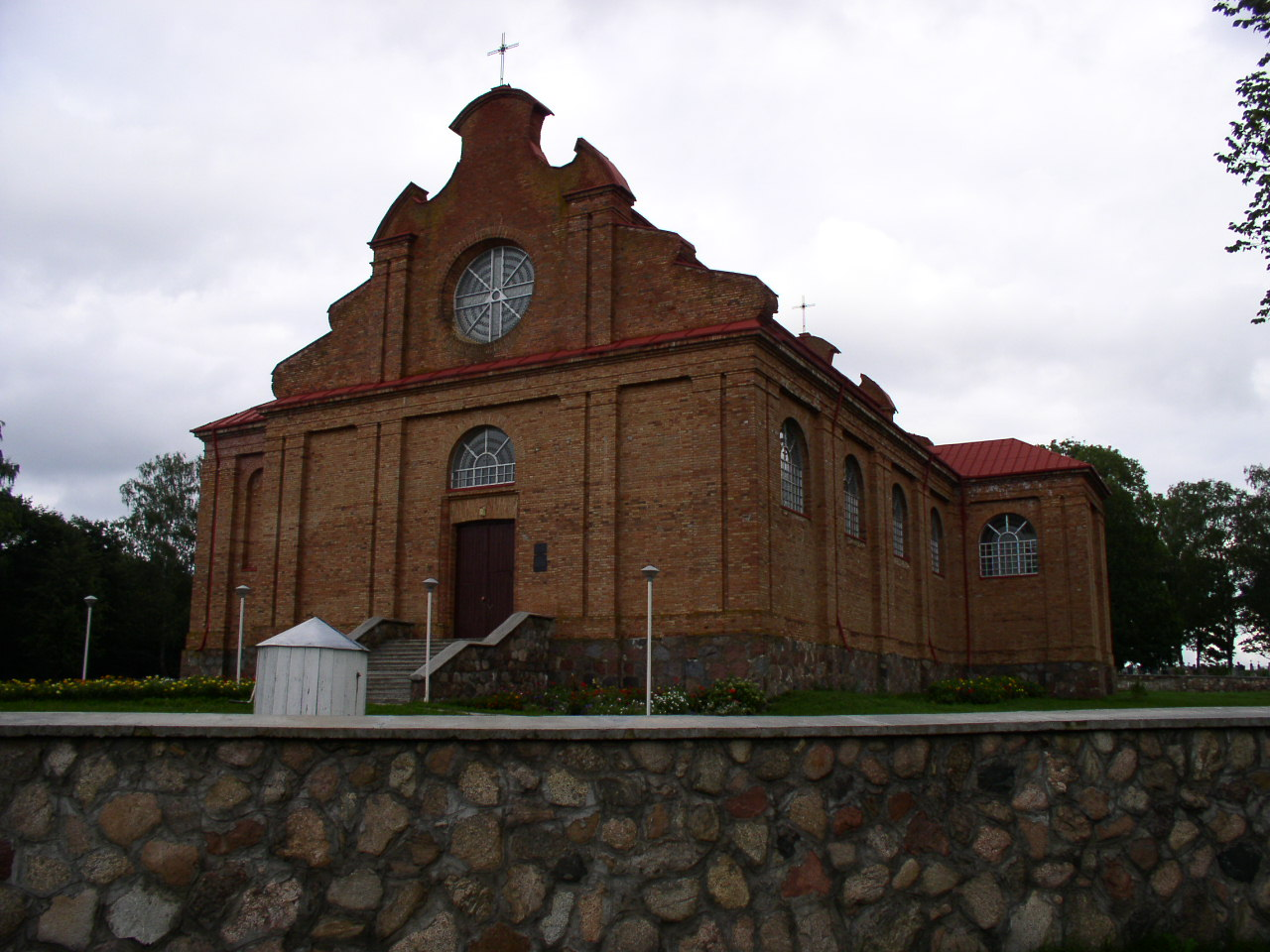
Chiesa di San Giuseppe a Nalibaki, punto di resistenza dei difensori della città. Durante la guerra rimase incompiuto.

La mattina presto dell'8 maggio 1943, i partigiani sovietici arrivarono a Nalibaki. Secondo il rapporto di Chernyshov, le unità "Dzerzhinsky", "Bolscevica" e "Suvorov" presero parte all'assalto sotto il comando della brigata "Stalin". L'autodifesa di Nalibaki fu in inferiorità numerica, con solo 26 fucili e 2 mitragliatrici leggere ma i poliziotti riuscirono a barricarsi nella stazione e si ritirarono la sera dopo che i partigiani sovietici se ne furono andati, nonostante le pesanti perdite.
Alcuni degli aggressori sovietici, compreso un ufficiale politico, furono uccisi dai difensori. I polacchi furono trascinati fuori dalle loro case e fucilati individualmente o in piccoli gruppi, seguirono dei saccheggi e molte fattorie furono date alle fiamme. Durante l'attacco sovietico furono uccise anche tre donne polacche, diversi adolescenti e un bambino di dieci anni. La chiesa della città fu data alle fiamme, insieme alla scuola pubblica, alla caserma dei vigili del fuoco e all'ufficio postale. Il raid durò circa tre ore.
Il comandante sovietico riferì all'NKVD l'uccisione di 250 persone, la cattura di armi, il rastrellamento di 100 mucche e 78 cavalli e la distruzione di una guarnigione tedesca: in realtà, il numero delle vittime risultò inferiore (ora è stimato a 129), nessun tedesco fu presente o rimase ucciso, solo un poliziotto ausiliario bielorusso dormì in città nella notte dell'attacco.

## Conseguenze
Nalibaki fu quasi completamente bruciata il 6 agosto 1943, durante la pacificazione portata avanti dalle truppe tedesche nell'Operazione Hermann: lo scopo era quello di distruggere il movimento partigiano, così come i villaggi della foresta di Nalibaki che lo sostenevano. Nella sola Nalibaki, 100 persone furono uccise e più di 1.500 deportate ai lavori forzati in Germania.
L'NKVD perseguitò la popolazione bielorussa filo-tedesca altrettanto duramente dei polacchi anti-nazisti: migliaia di collaboratori bielorussi furono uccisi, tra cui insegnanti, amministratori locali e membri della polizia ausiliaria bielorussa, e decine di comunità polacche furono distrutte. In almeno dieci occasioni la divisione distrettuale di Nowogródek dell'Armia Krajowa tentò di negoziare con i partigiani sovietici per fermare gli attacchi contro i villaggi, inutilmente. Nel maggio 1943 l'intera delegazione polacca fu assassinata dai sovietici e le operazioni di pacificazione continuarono. Oltre a Nalibaki, altri massacri furono commessi a Koniuchy, Szczepki, Prowżały, Kamień, Niewoniańce, Izabelin, Kaczewo, Babińsk e Ługomowicze, comprese le sparatorie intorno a Dokudów e vicino ai laghi Narocz e Kromań, nonché a Derewno.
Eugeniusz Klimowicz, ufficiale dell'esercito e comandante dell'autodifesa a Nalibaki, dopo la guerra fu accusato di "omicidio di partigiani sovietici" perché durante il massacro di Nalibaki i difensori polacchi spararono contro diversi aggressori. In quanto "criminale fascista-hitleriano" fu condannato a morte nel 1951, pena poi ridotta all'ergastolo. La sentenza fu annullata nel 1957.
Nel cimitero di Nalibaki, vicino alla chiesa ricostruita negli anni '90, c'è un monumento con un'iscrizione in polacco:"In omaggio ai 127 residenti di Nalibaki assassinati l'8 maggio 1943". Le autorità bielorusse si sono rifiutate di identificare chiaramente gli autori del crimine.

## Affermazioni infondate contro gli ebrei
L'accusa secondo cui tra gli autori dell'omicidio ci fossero dei partigiani ebrei è nata nel 1993 nelle memorie di Wacław Nowicki, che aveva ottenuto l'informazione da alcuni testimoni, notizia che fu successivamente ripresa dagli storici polacchi e bielorussi.
Nel febbraio 2001, il Congresso polacco canadese (CPC), un'organizzazione di destra per gli emigrati polacchi in Canada, presentò con successo una petizione all'Istituto polacco della memoria nazionale (IPN) per aprire un'indagine sui crimini etnici commessi dai partigiani sovietici - in particolare contro i gruppi ebraici – in tutta la regione, compresi il massacro di Koniuchy e il massacro di Nalibaki.
Contemporaneamente, il quotidiano cattolico di destra Nasz Dziennik pubblicò una serie di articoli sul massacro di Nalibaki, tutti incolpando gli ebrei; Hanna Maria Kwiatkowska percepisce l'attenzione improvvisa come un contrappeso alla colpevolezza dei polacchi nel pogrom di Jedwabne i cui dettagli stavano venendo alla luce. Un ramo locale del CPC affermò addirittura, erroneamente, che a Nalibaki "i partigiani ebrei [si erano] vantati di aver ucciso [...] 130 polacchi". Jan Grabowski conclude che queste insinuazioni sul coinvolgimento ebraico erano il prodotto del clima politico di destra.
L'indagine dell'IPN registrò molteplici testimoni a sostegno della presenza di combattenti ebrei, in particolare dei fratelli Bielski, durante il massacro; tuttavia, l'IPN non trovò alcuna prova documentale a sostegno di tali accuse. I documenti d'archivio non rendono plausibile la presenza dell'unità Bielski nella zona dato che si sarebbe trasferita nei pressi di Nalibaki solo alcuni mesi dopo e più precisamente nel luglio 1943.
In conclusione, l'IPN ritenne che il massacro fosse stato compiuto dai partigiani della brigata "Stalin", accompagnati da quelli della brigata "Dzerzhinsky", "Bolscevica" e "Suvorov".

### Approfondimenti
- (EN) Mieczyslaw Klimowicz, The Last Day of Nalibaki: The Untold Story Behind the Massacre, American Literary Press, 2008, ISBN 9781934696262.
- Geraldine Bereziuk Lowrey, Book Review [collegamento interrotto], in The Last Day of Nalibaki By Mieczyslaw Klimowicz (American Literary Press, 2009), The Am-Pol Eagle, Cheektowaga, NY, 5 marzo 2015.
«At the time, Mieczyslaw Klimowicz, the son of Eugeniusz Klimowicz, was in his teens.»